# DR-Baureihe 83.10
Die Baureihe 83.10 war eine Neubaulok der Deutschen Reichsbahn und wurde 1955 und 1956 in Dienst gestellt. Vorgesehen war der Einsatz auf Nebenstrecken, wofür 60 km/h Höchstgeschwindigkeit, ein Zylinderdurchmesser von 500 mm und ein Treibraddurchmesser von 1.250 mm ausreichend waren. Laufradsatz und erste Kuppelachse waren zu einem Krauss-Helmholtz-Lenkgestell zusammengefasst. Die Konstruktion der Baureihe 83.10 entstand zusammen mit der Baureihe 65.10. Die Loks erhielten Heißdampfregler, Mischvorwärmer, dezentrale Sandkästen und Blechrahmen. Die Maschinen konnten in der Ebene bei einer Geschwindigkeit von 60 km/h eine Last von 1.000 t (gefordert waren 650 t) befördern.

## Geschichte
Nach der Auslieferung der ersten Lok im Jahre 1955 wurde die Maschine umgehend in der VES-M Halle erprobt. Bei diversen Tests ergaben sich zahlreiche Mängel, die bei der laufenden Serienlieferung aufgrund des eklatanten Lokomotivmangels allerdings nicht mehr berücksichtigt wurden. Einige Probleme konnten im Zuge von diversen Nachbesserungsarbeiten beseitigt werden. Die Baureihe konnte nie überzeugen und wurde wegen der sich abzeichnenden Umstellung auf Dieselbetrieb auch nur in 27 Exemplaren gebaut.
Erste Stationierungen waren in den Bw Altenburg, Zeitz, Brandenburg, Oschersleben und Plagwitz.
Dann wurden die Maschinen weiter gereicht und waren zum Ende ihrer Laufbahn in den Bw Saalfeld und Haldensleben beheimatet.
Sie waren im Jahr 1969/1970 auch kurzzeitig im Bw Probstzella und im Bw Aue als Lokhilfe stationiert.
Auf den Strecken Altenburg – Zeitz, Altenburg-Narsdorf  war die BR 83.10 vorrangig mit dreiachsigen Rekowagen im Personenzugdienst im Einsatz und wurde dann Ende der 1960er von den neuen und rationelleren LVT-Baureihe 2.09 (BR172) ersetzt, die fortan den Personenzugbetrieb auf genannten Strecken beherrschte.
Auf den Erzgebirgsstrecken bewährte sie sich dagegen im Reisezugverkehr gut. Auch die großen Vorräte wurden als günstig beurteilt.
Von August 1969 bis August 1970 waren fünf Maschinen im Bw Aue beheimatet, die auf der Strecke Zwickau–Johanngeorgenstadt, Bärenstein-Cranzahl – Annaberg-Buchholz unt Bf eingesetzt wurden.
Ab 1968 waren 15 Lokomotiven, fast alle noch einsatzfähigen der Baureihe, im Bw Saalfeld beheimatet.  Sie wurden u. a. von der Einsatzstelle Göschwitz auf der Orlabahn nach Pössneck unterer Bf und vom Lokbf. Rottenbach auf der Strecke Rudolstadt-Schwarza – Katzhütte (Schwarzatalbahn) eingesetzt, wo sie mit Doppelstockgarnituren den Personenverkehr bestritten.
Mit der Ankunft der BR 110 im Bw Saalfeld  1971/1972 verschwanden dann die 83.10 von den Strecken und wurden im Bw Saalfeld und anderen Standorten, z. B. Kaulsdorf, bis 1972 abgestellt.
Im Jahr 1974 wurden mit 83 1008, 1012, 1024 und 1025 die letzten Maschinen ausgemustert.  Von der Baureihe 83.10 ist kein Exemplar erhalten geblieben.

## Technische Merkmale
Die vollständig geschweißten Lokomotiven verfügten über einen Blechrahmen. Sie hatten einen kastenförmigen Mischvorwärmer. Die Umsteuerung erfolgte mit Druckluft, diese Form der Umsteuerung bewährte sich nicht und wurde wieder ausgebaut. Auch der anfänglich vorhandene Heißdampfregler wurde aufgrund von Problemen durch einen Nassdampfregler ersetzt.
Die erste Treibachse hatte 10 mm Seitenspiel, bei der dritten Treibachse war der Spurkranz geschwächt. Die beiden Nachlaufachsen unter dem Kohlebehälter waren in einem Außenrahmendrehgestell gelagert.